# Laoliangcang (köpinghuvudort i Kina, Hunan Sheng, lat 28,08, long 112,19)
Laoliangcang (kinesiska: 老粮仓, 老粮仓镇) är en köpinghuvudort i Kina. Den ligger i provinsen Hunan, i den södra delen av landet, omkring 78 kilometer väster om provinshuvudstaden Changsha. Antalet invånare är 42 387. Befolkningen består av 21 288 kvinnor och 21 099 män. Barn under 15 år utgör 21,0 %, vuxna 15-64 år 63 %, och äldre över 65 år 15,0 %.
Runt Laoliangcang är det tätbefolkat, med 411 invånare per kvadratkilometer. Närmaste större samhälle är Huangcai, 11,4 km nordväst om Laoliangcang. Trakten runt Laoliangcang består till största delen av jordbruksmark.
Genomsnittlig årsnederbörd är 1 732 millimeter. Den regnigaste månaden är maj, med i genomsnitt 322 mm nederbörd, och den torraste är december, med 52 mm nederbörd.